# Peder Pedersen (musiker)
 For alternative betydninger, se Peder Pedersen. (Se også artikler, som begynder med Peder Pedersen)
Peder Thomas Pedersen  (10. september 1973 i Roskilde) er musiker og selvlært skuespiller.

## Karriere
Han begyndte som scratch- og mix-dj i starten af 90'erne og var bl.a. med til DM i mix 1991, hvor han fik en 4. plads. Midt i 90'erne begyndte han at lave hiphop-radio på P3 sammen med danmarksmester DJ Knud. Peder fortsatte senere ad den vej ved bl.a. at være den ene halvdel af Gramsespektrum og senere være med i WulffMorgenthaler og Dolph og Wulff.
Han har også haft småroller i Se til venstre, der er en svensker, Kinamand, Voksne mennesker, Ørnen, Allegro og Mikkel og Guldkortet og som Pappa Teddy i Familien Teddy, om blev vist på TV2 Teddy.
Derudover har man set ham sammen med Dejan Čukić som lydmand til speakerboksen fra YouSee TV reklamerne.
På musikfronten har han været en fast del af både Prunes og Pelding.
Peder udsendte i 2007 sit soloudspil And He Just Pointed to the Sky.... Albummet blev valgt til det næstbedste fra Danmark i 2007 af Ekstra Bladet.

## Filmografi
- De frivillige (2019)
- Selvmordsturisten (2019)
- Lille sommerfugl (2020)